# Alpheton
Alpheton – wieś w Anglii, w hrabstwie Suffolk, w dystrykcie Babergh. Leży 29 km na zachód od miasta Ipswich i 92 km na północny wschód od Londynu. Miejscowość liczy 260 mieszkańców.